# Tachybaptus
A Tachybaptus a madarak osztályának vöcsökalakúak (Podicipediformes) rendjébe, ezen belül a vöcsökfélék (Podicipedidae) családjába tartozó nem.

## Rendszerezésük
A nemet Heinrich Gottlieb Ludwig Reichenbach német botanikus és ornitológus írta le 1853-ban, az alábbi 6 faj tartozik ide:
- Alaotra-vöcsök (Tachybaptus rufolavatus) - kihalt
- kis vöcsök (Tachybaptus ruficollis)
- Tachybaptus tricolor
- vöröspofájú vöcsök (Tachybaptus novaehollandiae)
- madagaszkári vöcsök (Tachybaptus pelzelnii)
- törpevöcsök (Tachybaptus dominicus)